# Enna xingu
Espèce
Enna xingu est une espèce d'araignées aranéomorphes de la famille des Trechaleidae.

## Distribution
Cette espèce est endémique du Pará au Brésil,. Elle se rencontre à Altamira.

## Étymologie
Son nom d'espèce lui a été donné en référence au lieu de sa découverte, le Rio Xingu.

## Publication originale
- Carico & Silva, 2010 : On the taxonomy of Trechaleidae (Araneae: Lycosoidea) from South America. Journal of Arachnology, vol. 38, p. 357-359 (texte intégral).